# Pridorozhni
Pridorozhni (del ruso: Придорожный) es un posiólok del raión de Staromínskaya del krai de Krasnodar, en Rusia. Está situado en las llanuras de Kubán-Priazov, 14 km al sur de Staromínskaya y 151 km al norte de Krasnodar, la capital del krai. Tenía 145 habitantes en 2010.
Pertenece al municipio Rasvétovskoye.

## Historia
Tiene su origen en la sección n.º 1 del sovjós Starominskoye. En 1958 fue designado Pervomaiski.